# اگر همه غیرحقیقی باشند (سرود اس‌اس آلمان)

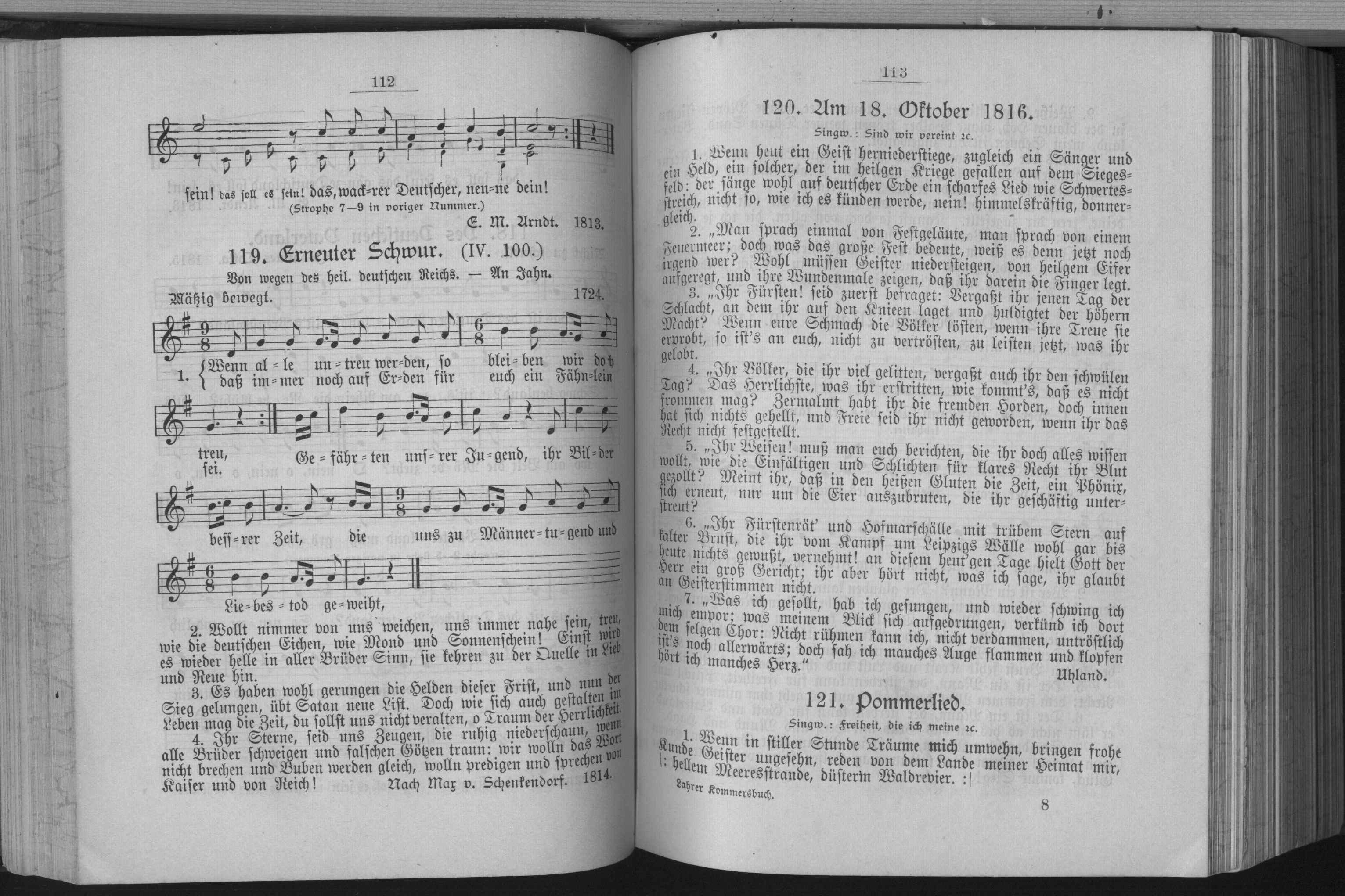
متن سرود

این سرود یکی از مشهورترین سرودهایِ میهن دوستی آلمان است، این شِعر را مکس ون شنکندورف سروده است.

## متن سرود به آلمانی
| .Wenn alle untreu werden,So bleiben wir doch treu                                              |
| .Dass immer noch auf erden für euch ein fähnlein Sei                                           |
| . gefährten unser Jügend,ihr Bilder bessrer zeit                                               |
| .Die uns zu männertugend und liebestod geweiht                                                 |
| .Wolt nimmer von uns weichen,uns immer nahe sein                                               |
| .Treu wie die deutschen eichen wie mond und sonnenschein                                       |
| Einst wird es wieder helle in alle brüder sinn sie kehren zu der qulle in liebe und reuhe hinn |
| .ihr strene seid uns zeugen wie ruhig niderschaun                                              |
| .wenn alle brüder schweigen schweigen und falschen gützen treuan                               |
| .wir wolln dass wort nich brechen nicht buben werden gleisch                                   |
| .wolln pridegen und sprechen vom heilgen deutschenreich                                        |

## متن سرود به فارسی
| اگر همه غیر حقیقی باشند حقیقت باقی می‌ماند.                                     |
| و شاید پرچم حقیقت برای همیشه در زمین باقی بماند.                               |
| همه زمان شما برای جوانی بهترین نشانه هستید.                                    |
| از خود گذشتگی ما نشانه‌ای از مردانه جنگیدن به خاطر عشق و مرگ است.               |
| بیایید هیچوقت مطیع دیگران نباشیم و همیشه در کنار هم باشیم.                     |
| وفادار حقیقی درخت‌های بلوط و ماه و غروب خورشید را دوست دارد.                    |
| و دوباره روشنی خواهد بود در اندیشه برادرهای ما.                                |
| و دوباره باز خواهند گشت به سرچشمهٔ اصلی فروتنی و عشق.                           |
| ستاره‌های تو خالق آرامشی هستند که آن را به ما می‌دهد.                            |
| وقتی که برادرانمان ساکت شدند آن موقع راستگویی به بت‌های دروغین تبدیل خواهند شد. |
| آن موقع ما هیچوقت دست از سخنانمان نخواهیم کشید.                                |
| ما حرف خواهیم زد و گسترش خواهیم داد امپراطوری آلمان را.                        |